# Zoganj
Zoganj (cyr. Зогањ) – wieś w Czarnogórze, w gminie Ulcinj. W 2011 roku liczyła 397 mieszkańców.